# حسین نوش آذر
حسین نوش آذر (زادهٔ ۱۳۴۲)، نویسنده و رمان‌نویس و مترجم ایرانی است.

## زندگی
نوش آذر دوران کودکی را در قصر شیرین گذرانده وی دانش‌آموخته رشته روانشناسی بالینی است و در بخش روان‌تنی یکی از بیمارستان‌های آلمان به عنوان پرستار و روان‌درمانگر کار کرده است.
حسین نوش آذر همراه با بهروز شیدا و عباس صفاری چند سالی نشریه ادبی سنگ را منتشر می‌کرد و اکنون همراه با شهریار مندنی‌پور ، نشریه ادبی بانگ را در ضمیمه داستان‌نویسی منتشر می‌‌کند. وی به داستان‌نویسی و روزنامه‌نگاری ادبی مشغول است. نوش‌آذر سپس به فرانسه مهاجرت کرد و در این کشور به کار روزنامه‌نگاری مشغول شد.

## آثار
- نه دیگر تک، نه دیگر تاب (نشر کتاب، آمریکا)
- یک روز آفتابی (نشر ری‌را، آمریکا)
- سفرکرده‌ها (نشر نی، تهران)
- دیگر سایه‌اش زمین را سياه نخواهد کرد (نشر مروارید، تهران)نسخه بدون سانسور این کتاب با عنوان «برای تو»در نشر مهری در لندن منتشر شده است.[۹]

همچنین انتشارات مروارید چند ترجمه از او را هم منتشر کرده است.
- رمان جاده نوشته کورمک مک‌کارتی
- پس باد همه چیز را نخواهد برد
- یک زن بدبخت
- هیولای هاوکلاین

از رمان‌های ریچارد براتیگان.